# Cataetyx alleni
Cataetyx alleni és una espècie de peix pertanyent a la família dels bitítids i a l'ordre dels ofidiformes.

## Descripció
Té el cos moderadament allargat, el cap amb escates i l'opercle amb una forta espina a l'angle superior. Musell no fortament deprimit. Aletes ventrals formades per un sol radi cada una. L'aleta dorsal té de 109 a 111 radis, l'anal en té de 79 a 83 i totes dues conflueixen amb la caudal. El cap i les aletes senars són de color gris, i el cos és bru tirant a blavós a la regió abdominal. La longitud total és d'uns 12 cm.

## Reproducció
És vivípar i de fecundació interna.

## Alimentació
Menja poliquets i crustacis bentònics (amfípodes, copèpodes i isòpodes), i el seu nivell tròfic és de 3,39.

## Hàbitat i distribució geogràfica
És un peix marí i batidemersal (entre 480 i 1.000 m de fondària), el qual viu a l'Atlàntic oriental (Irlanda, França, la península Ibèrica -com ara, Portugal- i el corrent de les Canàries) i la Mediterrània (l'Estat espanyol -incloent-hi les illes Balears-, Itàlia -incloent-hi Sardenya- i la mar Adriàtica).

## Observacions
És inofensiu per als humans i el seu índex de vulnerabilitat és baix (14 de 100).